# تاتار سفلی (خداآفرین)
تاتار سفلی یکی از روستاهای استان آذربایجان شرقی است که در دهستان منجوان شرقی بخش منجوان شهرستان خداآفرین واقع شده‌است.
در اواخر دهه ۱۳۲۰، بر اساس جلد چهارم فرهنگ جغرفیایی ایران، تاتار ۳۷۰ تن سکنه داشت.
در آستانه انقلاب سفید، تیره‌ای از ایل محمد خانلو، از روستای تاتار به عنوان قشلاق استفاده می‌کردند. بر اساس سرشماری ۱۳۸۵، جمعیت روستا ۳۴۸ نفر در ۸۴ خانواده بود. یک آمارگیری اخیر جمعیت را ۲۷۱ نفر در۸۴ خانوار اعلام کرده‌است.بر طبق مطالعات انجام شده در منطقه مردم منطقه به علت نبود کار به شهرهای تبریز و تهران مهاجرت می کنند.

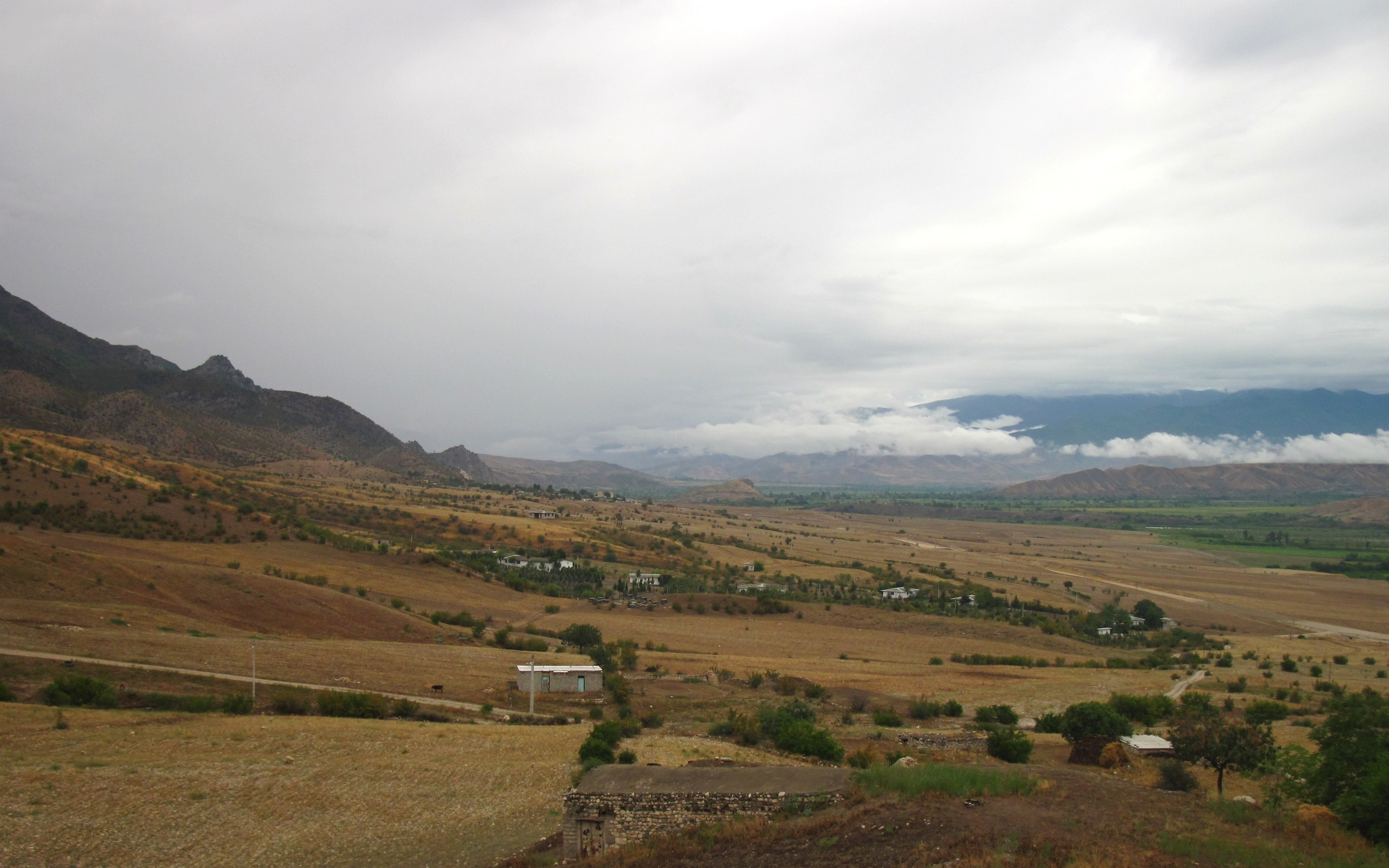
عکسی از اراضی اطراف روستا بعد از برداشت محصول